# District de Yame
Cet article possède des paronymes, voir Yame (paronymie).
Le district de Yame (八女郡, Yame-gun) est un district de la préfecture de Fukuoka, au Japon.

## Géographie

### Démographie
Lors du recensement national de 2000, la population du district de Yame était de 56 858 habitants répartis sur une superficie de 481 km2.

### Municipalités du district
- Hirokawa